# Championnat du Kirghizistan de football 2007
Navigation
Saison précédente Saison suivante
La saison 2007 du Championnat du Kirghizistan de football est la seizième édition de la première division au Kirghizistan. Les dix clubs engagés sont regroupés au sein d'une poule unique où ils s'affrontent à quatre reprises, deux à domicile et deux à l'extérieur.
C'est le Dordoi-Dinamo Naryn, triple tenant du titre, qui remporte à nouveau la compétition cette saison après avoir terminé en tête du classement final, avec neuf points d'avance sur Abdish-Ata Kant et vingt-et-un sur le Zhashtyk Ak Altyn Kara-Suu. C'est le quatrième titre de champion du Kirghizistan de l'histoire du club.
Le vainqueur du championnat se qualifie pour la Coupe du président de l'AFC, la compétition mise en place par l'AFC pour les nations dites émergentes, dont fait partie le Kirghizistan.

## Les clubs participants
- Dordoi-Dinamo Naryn
- Abdish-Ata-FShM Kant - Promu de D2
- Zhashtyk Ak Altyn Kara-Suu
- Abdish-Ata Kant
- Sher Bichkek
- Alay Och
- FC Lokomotiv Djalalabad - Promu de D2
- Kant-77 - Promu de D2
- FC Neftchi Kotchkor-Ata - Promu de D2
- Aviator-AAL Bichkek - Promu de D2

## Compétition
Le barème de points servant à établir le classement se décompose ainsi :
- Victoire : 3 points
- Match nul : 1 point
- Défaite : 0 point

### Classement
| Rang | Équipe                     | Pts | J  | G  | N | P  | Bp | Bc | Diff |
| ---- | -------------------------- | --- | -- | -- | - | -- | -- | -- | ---- |
| 1    | Dordoi-Dinamo NarynT       | 76  | 32 | 24 | 4 | 4  | 73 | 19 | +54  |
| 2    | Abdish-Ata KantC           | 67  | 32 | 20 | 7 | 5  | 65 | 23 | +42  |
| 3    | Zhashtyk Ak Altyn Kara-Suu | 55  | 32 | 16 | 7 | 9  | 58 | 39 | +19  |
| 4    | FC Lokomotiv DjalalabadP   | 53  | 32 | 16 | 5 | 11 | 36 | 38 | -2   |
| 5    | FC Alay Och                | 51  | 32 | 16 | 3 | 13 | 48 | 32 | +16  |
| 6    | FC Neftchi Kotchkor-AtaP   | 42  | 32 | 12 | 6 | 14 | 36 | 30 | +6   |
| 7    | Sher Bichkek               | 39  | 32 | 11 | 6 | 15 | 53 | 48 | +5   |
| 8    | Abdish-Ata-FShM KantP      | 18  | 32 | 5  | 3 | 24 | 33 | 95 | -62  |
| 9    | Kant-77P                   | 9   | 32 | 2  | 3 | 27 | 11 | 89 | -78  |
| 10   | Aviator-AAL BichkekP       | 31  | 15 | 10 | 1 | 4  | 28 | 7  | +21  |

|  | Qualification pour la Coupe du président de l'AFC 2008                        |
|  | Abandon en cours de saison                                                    |
|  | T : Tenant du titre C : Vainqueur de la Coupe du Kirghizistan P : Promu de D2 |

- Aviator-AAL Bichkek déclare forfait le 2 août pour raisons financières. Le FC Neftchi Kotchkor-Ata fait de même en octobre.

## Bilan de la saison
| Championnat du Kirghizistan de football 2007 |                                |
| Champion                                     | Dordoi-Dinamo Naryn (4e titre) |
| Coupes et trophées                           |                                |
| Vainqueur de la Coupe du Kirghizistan 2007   | Abdish-Ata Kant                |
| Qualifications continentales                 |                                |
| Coupe du président de l'AFC 2008             | Dordoi-Dinamo Naryn            |
| Promotions et relégations                    |                                |
| Promus en Vysshaya Liga                      | Dordoy-Plaza Bichkek           |
| Relégués en Deuxième division                | Aviator-AAL Bichkek            |